# Amanty
Amanty település Franciaországban, Meuse megyében. Lakosainak száma 35 fő (2022. január 1.). Amanty Vouthon-Haut, Abainville, Badonvilliers-Gérauvilliers, Épiez-sur-Meuse, Gondrecourt-le-Château, Maxey-sur-Vaise, Taillancourt és Vouthon-Bas községekkel határos.

## Népesség
A település népességének változása:
| Lakosok száma | 66   | 58   | 56   | 55   | 44   | 42   | 40   | 36   | 36   | 35   |
|               | 1968 | 1982 | 1990 | 2006 | 2013 | 2015 | 2017 | 2019 | 2020 | 2022 |